# アショク・パーク・メイン駅
アショク・パーク・メイン駅（英語 Ashok Park Main。ヒンディー語：अशोक पार्क मेन）は、インドデリーにあるデリー・メトログリーンラインにある駅で、デリーの西部に位置している。この駅は、高架駅であり、2010年4月2日に開業した。

## 拡張
当駅は、グリーライン支線によって、ブルーラインのキルティ・ナガー駅に接続されている。当駅 - キルティ・ナガー駅間の分岐線は、2011年8月27日に開業した。
| スタブアイコン | サブスタブ | この項目は、まだ閲覧者の調べものの参照としては役立たない、鉄道に関連した書きかけの項目です。この項目を加筆・訂正などしてくださる協力者を求めています（P:鉄道/PJ:鉄道）。 |